# Clotted Cream

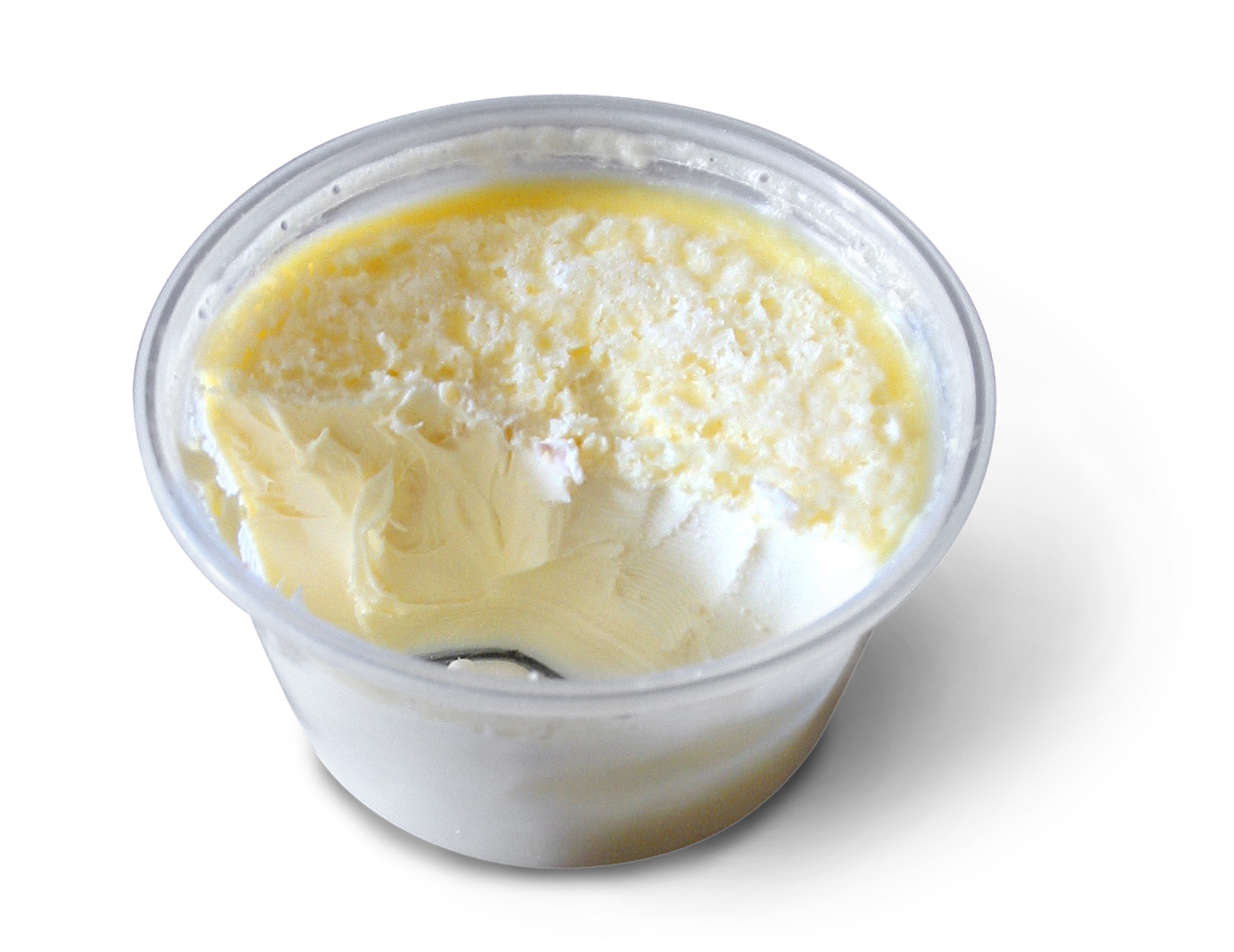
Clotted Cream

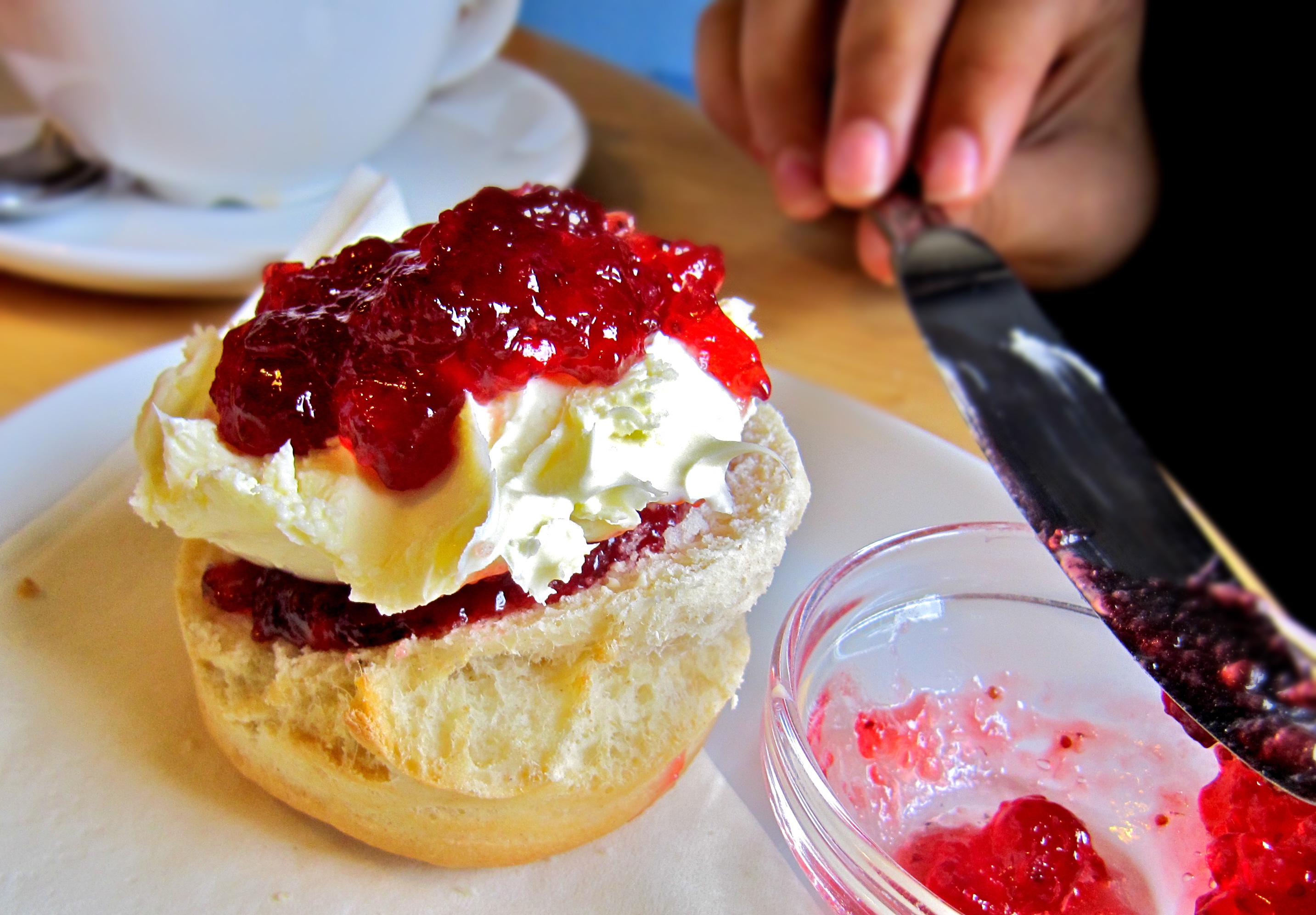
Typisch für Cornwall und Devon: Scone mit Clotted Cream und Erdbeerkonfitüre

Clotted Cream (auch Streichrahm) ist eine Art dicker Rahm, der aus roher (nicht homogenisierter und nicht pasteurisierter) Kuhmilch hergestellt wird. Die Milch wird dazu in flachen Pfannen erhitzt und für mehrere Stunden stehen gelassen. In dieser Zeit sammelt sich der Rahm an der Oberfläche und bildet Klümpchen („clots“).  Der Geschmack von Clotted Cream ist dem von Mascarpone ähnlich.

## Geschichte
Clotted cream ist eine Spezialität der für ihre Milchwirtschaft bekannten englischen Grafschaften Devon und Cornwall. Sie wird im Rahmen von cream tea zum Tee mit Scones und Marmelade, vornehmlich Erdbeerkonfitüre, gegessen. Sie hat einen Fettgehalt von mindestens 55 %, was 94 % Fett in der Trockenmasse entspricht. Der Brennwert beträgt pro 100 g 586 Kilokalorien.
„Cornish Clotted Cream“ ist seit Oktober 1998 eine geschützte Ursprungsbezeichnung für Rahm, der nach traditionellem Rezept in Cornwall hergestellt wird.
Clotted Cream wird auch zur Herstellung von Spezialitäten im englischen Südwesten, beispielsweise Fudge oder Eiscreme, verwendet.
Englische Reisende wie auch ein Leserbrief in einem englischen wissenschaftlichen Magazin aus dem Jahr 1869 wiesen bereits im neunzehnten Jahrhundert auf die Übereinstimmung mit dem türkischen Kaymak hin.

## Ersatz
Ein Ersatz kann aus einer Mischung von zwei Teilen Vollmilch mit einem Teil Crème double hergestellt werden. Die Mischung wird in einer Pfanne bei kleinster Hitze für einige Stunden erhitzt, bis sich eine Haut bildet. Anschließend wird die Pfanne an einem kühlen Ort über Nacht stehen gelassen. Dann wird der geklumpte Rahm von der Oberfläche abgeschöpft, die restliche Milch kann anderweitig verwendet werden.

## Öröm
In der mongolischen Küche ist ein vergleichbares Produkt als Öröm (mongolisch Өрөм) bekannt. Es wird dort aus Milch von Kühen, Yaks oder Kamelen hergestellt, wobei die Milch der letzteren beiden sich durch einen höheren Fettgehalt auszeichnet. Verwendet wird es als Beigabe zum gesalzenen Milchtee oder als Ausgangsbasis für eine karamellisierte Variante namens Khailmag (türkisch kaymak).